# Непалгандж
Непалгандж (непальск. नेपालगञ्ज) — город на юго-западе Непала, в районе Банке зоны Бхери Среднезападного региона страны. Расположен в физико-географическом регионе Тераи, недалеко от границы с Индией, на высоте 157 м над уровнем моря.
Население города по данным переписи 2011 года составляет 72 503 человека; по данным переписи 2001 года оно насчитывало 57 535 человек. Родным языком для коренных жителей города является авадхи; непальский язык является родным для проживающих здесь пахари, а также широко используется как язык межнационального общения и как официальный язык Непала.
Вблизи города расположен аэропорт Непалгандж, обслуживающий многие местные рейсы. Осуществляются автобусные перевозки, соединяющие Непалгандж почти со всеми районами запада страны, а также с крупными городами востока Непала. Ветка индийских железных дорог заканчивается в деревне Рупаидиха, по другую сторону границы, напротив Непалганджа. На границе здесь имеется международный пункт пропуска.
В Непалгандже расположен индуистский храм Багешвори — один из самых важных храмов Непала.